# Chiridula semenovi
Chiridula semenovi es un coleóptero de la familia Chrysomelidae.
Fue descrita científicamente en 1889 por Weise.